# Бжускі-Марковізна
Бжускі-Марковізна (пол. Brzóski-Markowizna) — село в Польщі, у гміні Високе-Мазовецьке Високомазовецького повіту Підляського воєводства.
Населення — 47 осіб (2011).
У 1975—1998 роках село належало до Ломжинського воєводства.

## Демографія
Демографічна структура станом на 31 березня 2011 року:
|          | Загалом | Допрацездатний вік | Працездатний вік | Постпрацездатний вік |
| -------- | ------- | ------------------ | ---------------- | -------------------- |
| Чоловіки | 24      | 5                  | 15               | 4                    |
| Жінки    | 23      | 4                  | 14               | 5                    |
| Разом    | 47      | 9                  | 29               | 9                    |